# Doliops multifasciata
Doliops multifasciata là một loài bọ cánh cứng trong họ Cerambycidae.